# Ладду
Ладду (англ. laddu, laddoo; гінді लड्डू) — популярні солодощі на Індійському субконтиненті та Непалі. Переважно ними пригощають на національних фестивалях, святах, весіллях та релігійних заходах.

## Особливості приготування
Основа для ладду готується зі звичайного борошна, манного борошна або ж горохового (нутового) борошна, цукру та пряженого молока. Все це замішується і формуються кульки, які можна посипати кокосовою стружкою. Для смаку додаються горіхи, кардамон, кориця або ін. Деякі види ладду (наприклад, methi laddu та resin laddu) обов’язково містять лікарські інгредієнти, бо їх готують відповідно до основ системи медицини Аюрведа.. Ладду з їстівною смолою здебільшого рекомендують давати молодим матерям у період лактації.

## Різновиди ладду
Існує дуже багато різновидів ладду. Найбільш поширеними є рецепти бесан ладду та рава ладду.
Бунді ладду (бундіар ладду) вперше почали готувати на півночі Індії. А зараз він є популярним на всьому субконтиненті. Загальний час його приготування 135 хвилин.

## Галерея

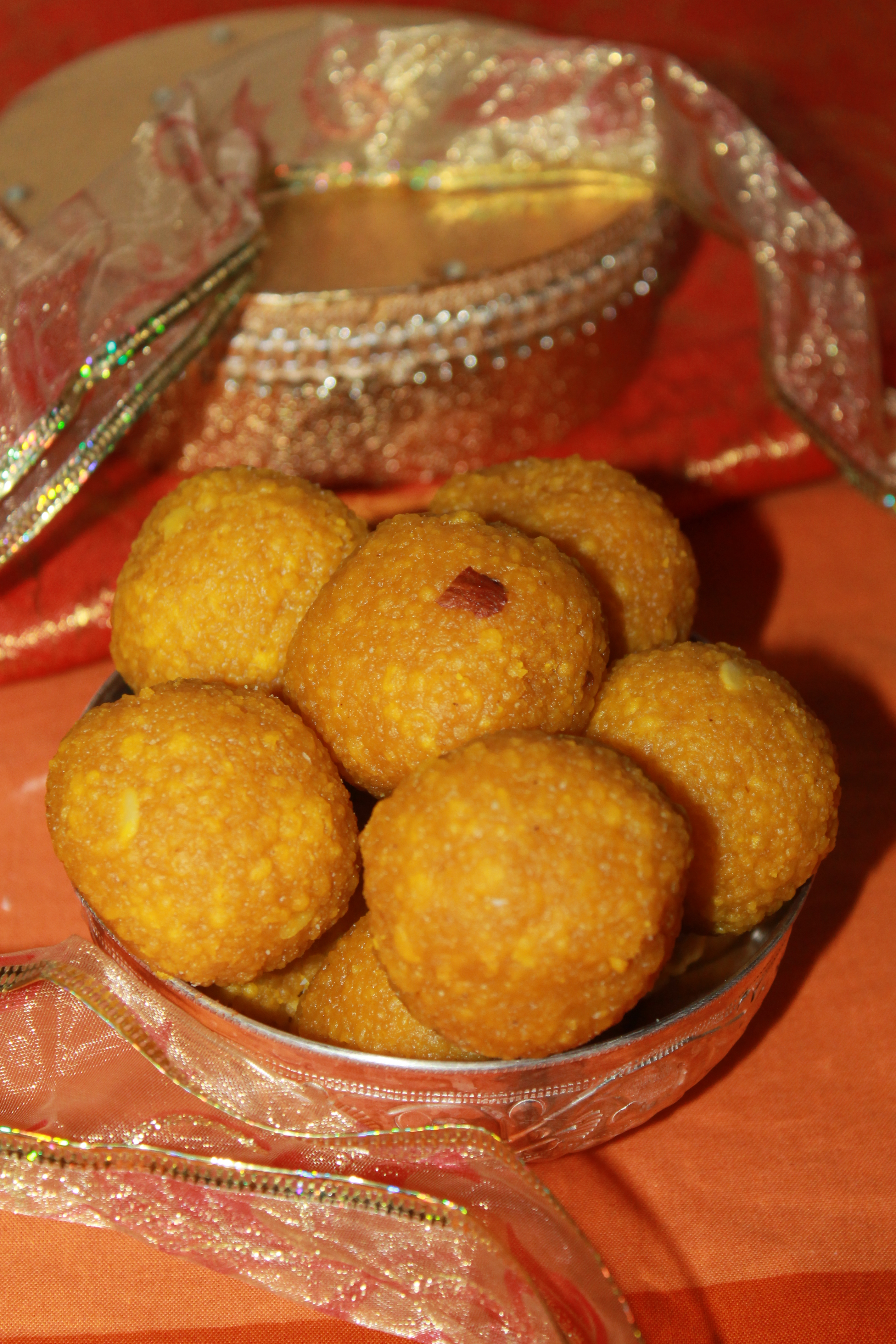
Ладду
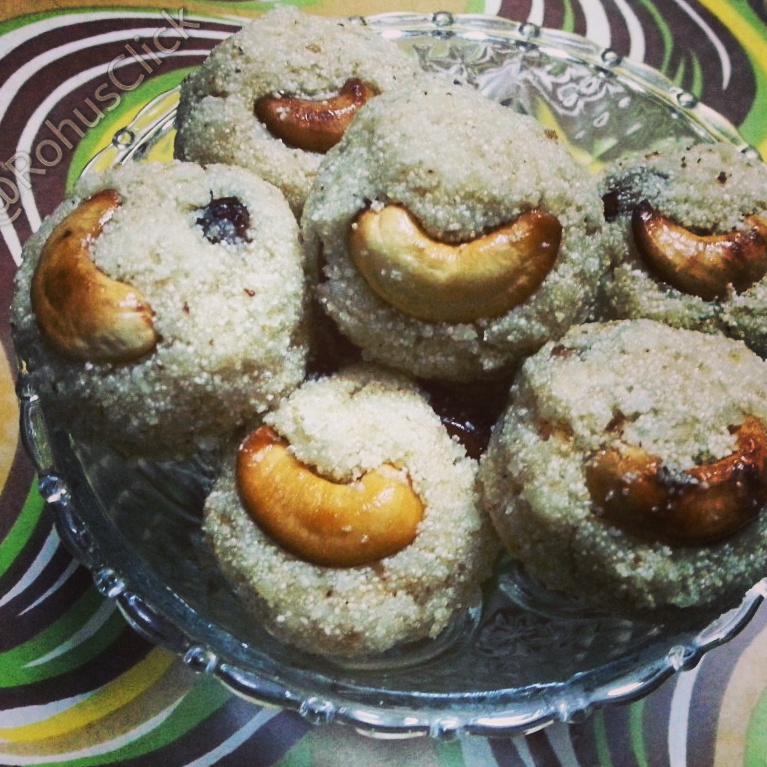
Рава ладду
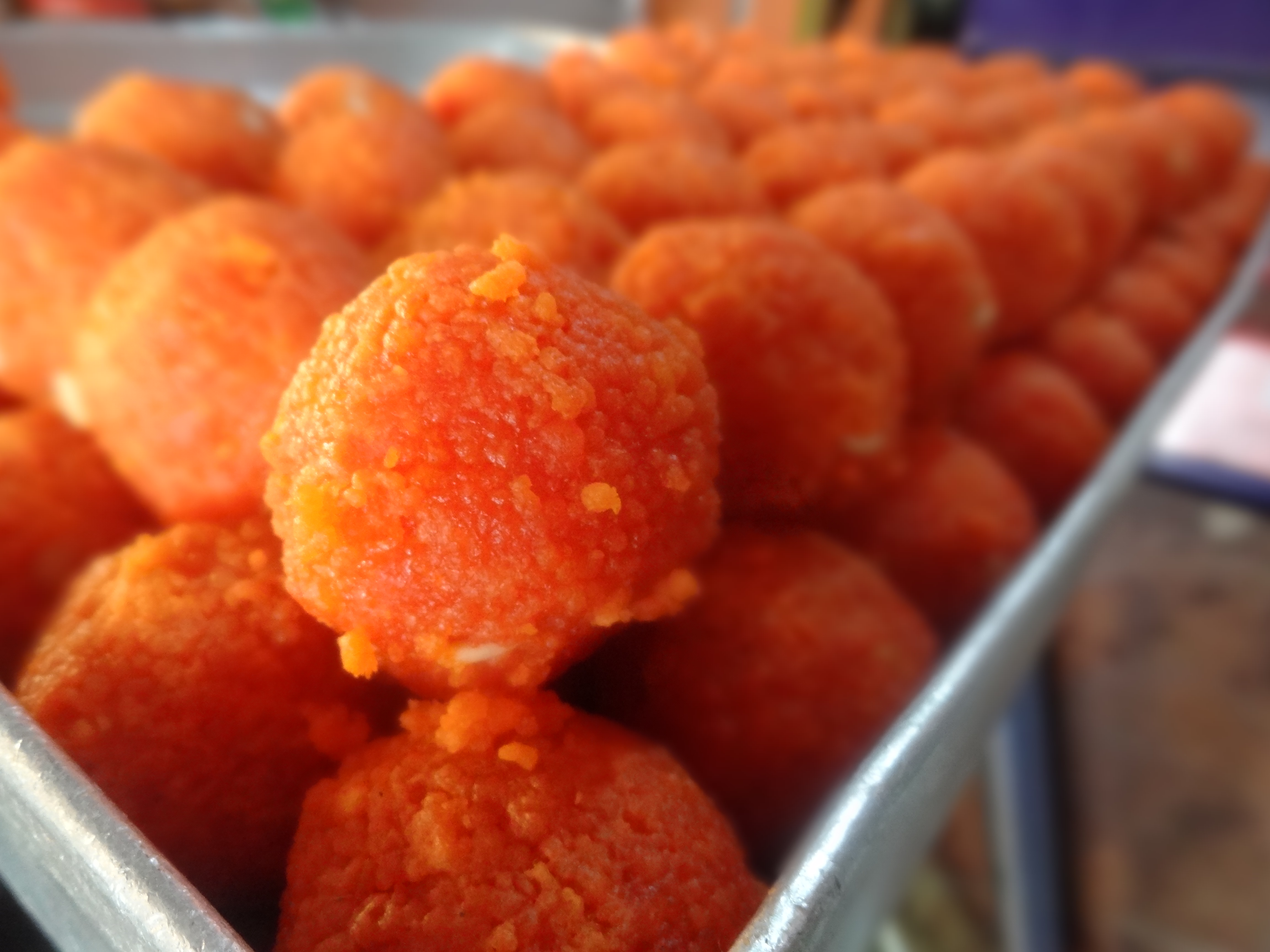
Бунді ладду
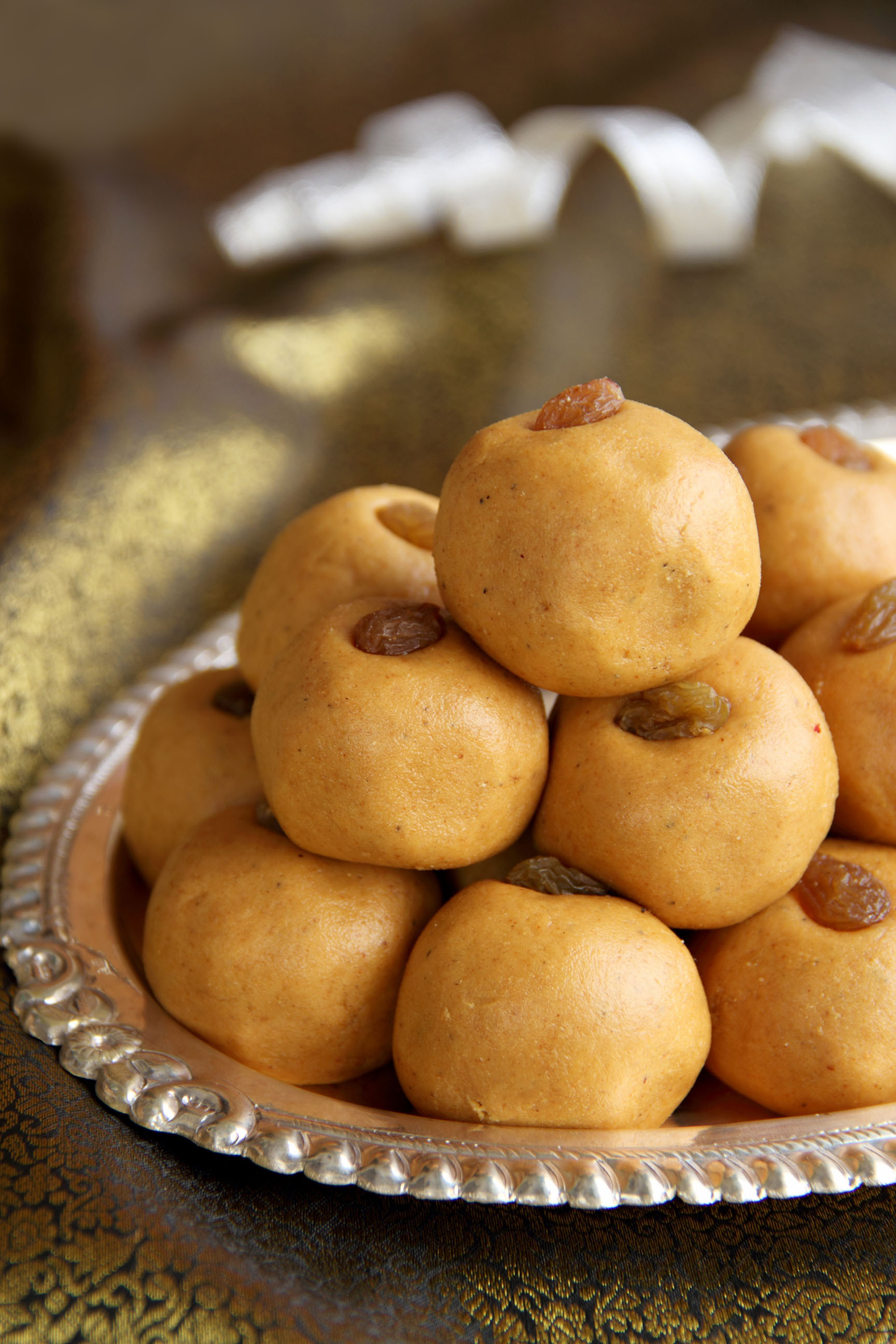
Бесан ладду
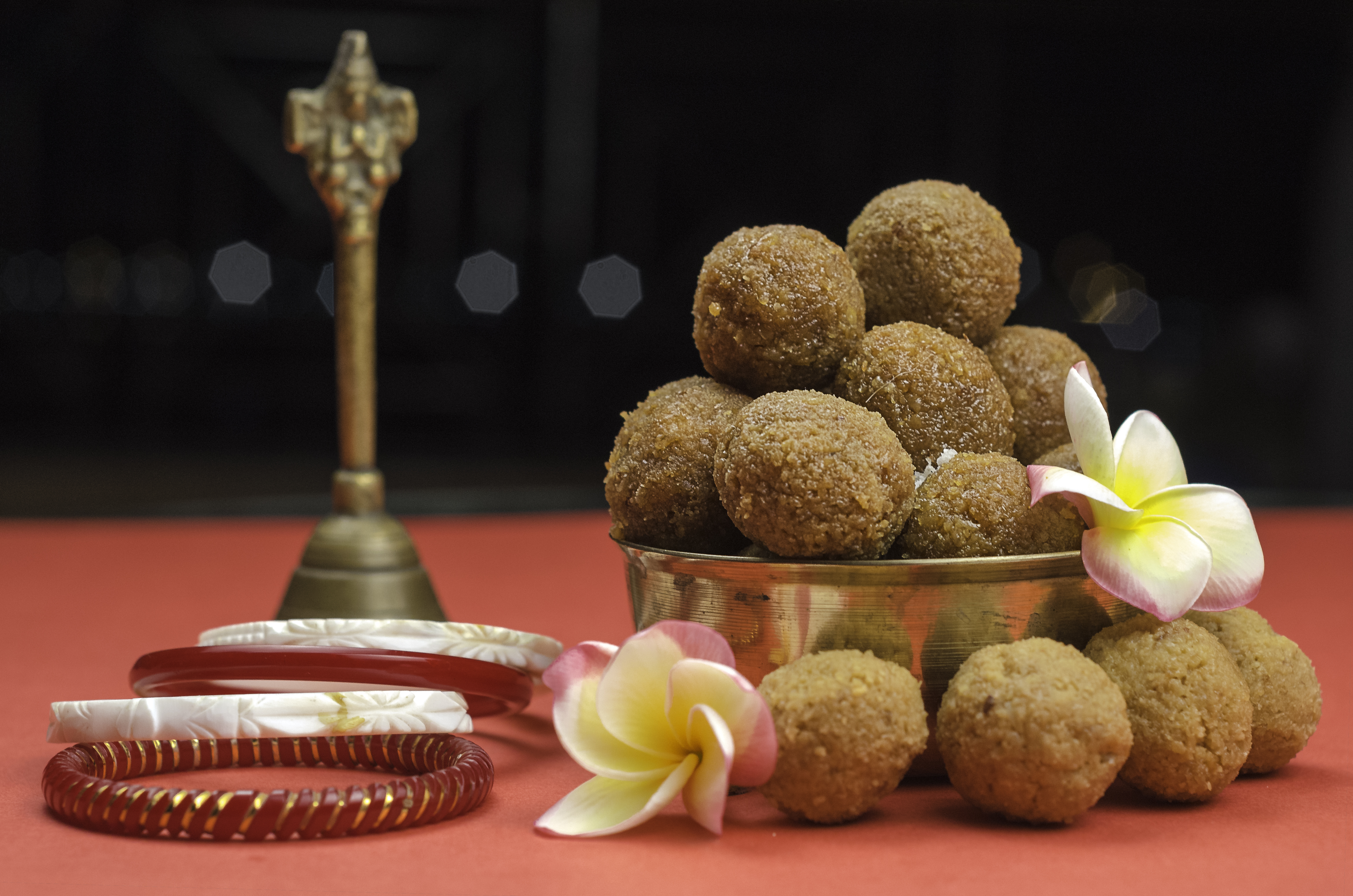
Кокосове ладду
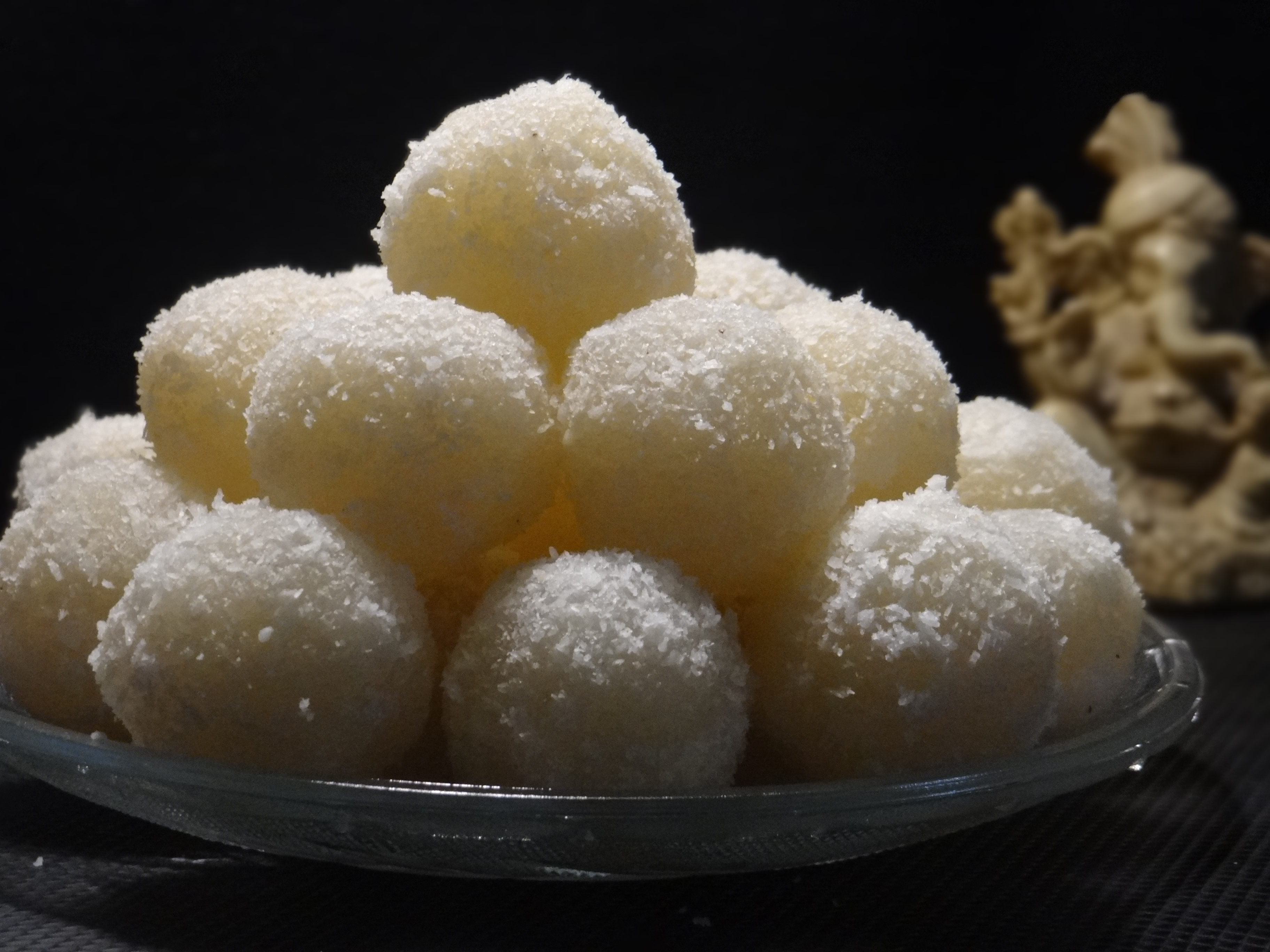
Кокосове ладду
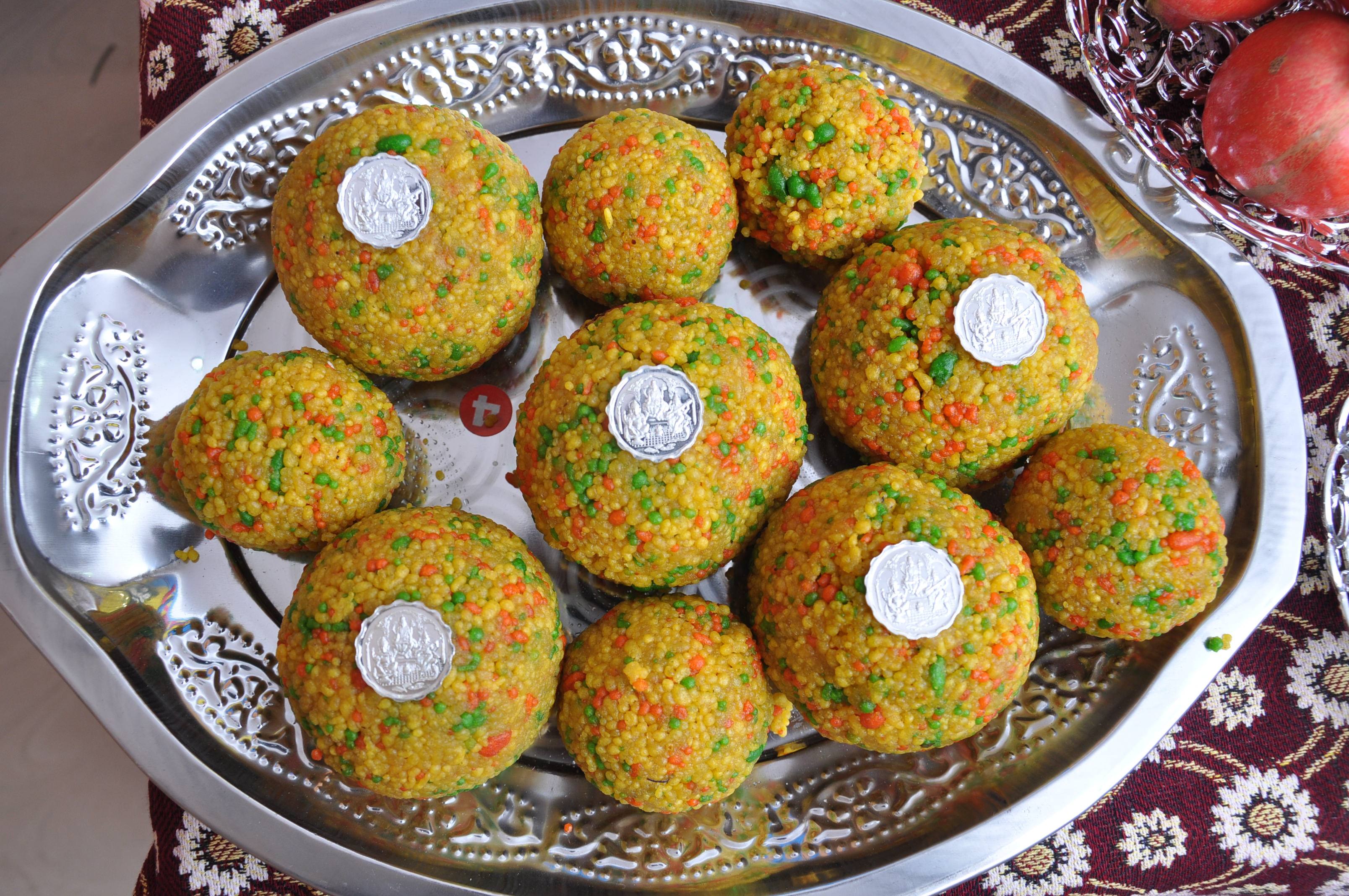
Мотічур ладду
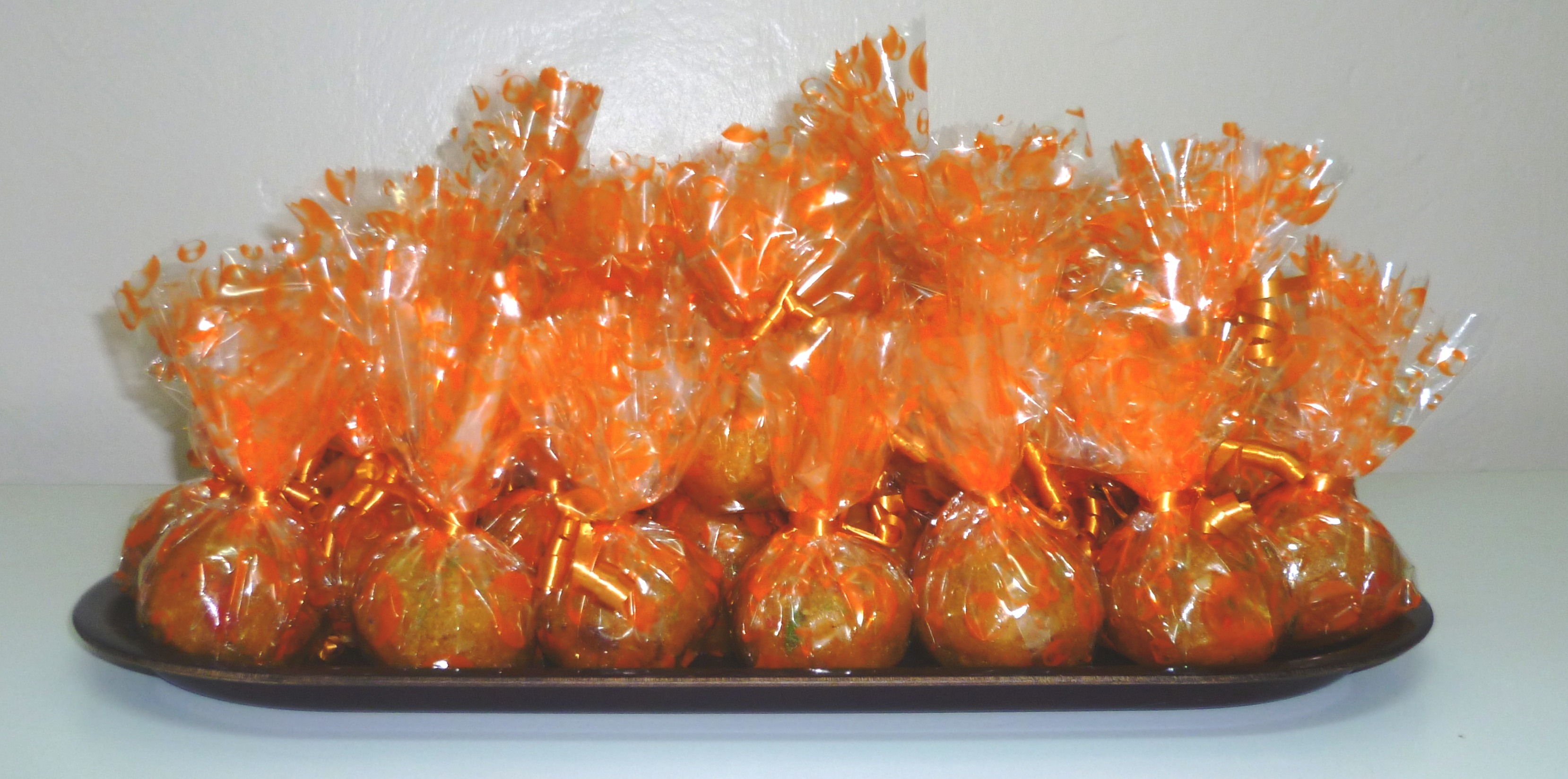
Весільні солодощі ладду

## Звичаї та традиції
Ладду найчастіше готують на традиційні фестивалі та сімейні свята, наприклад, на весілля та дні народження, а також на служіння у храмах. Є навіть рецепти ладду для подорожуючих.
- Бунді ладду готують для фестивалів Ракша Бандхан та Дівалі.
- Кокосове ладду готували для воїнів та мандрівників як символ удачі у експедиціях та подорожах.[1]
- Педха ладду або кремові кульки часто готують як подання богам.[4][5]

## Цікаві факти

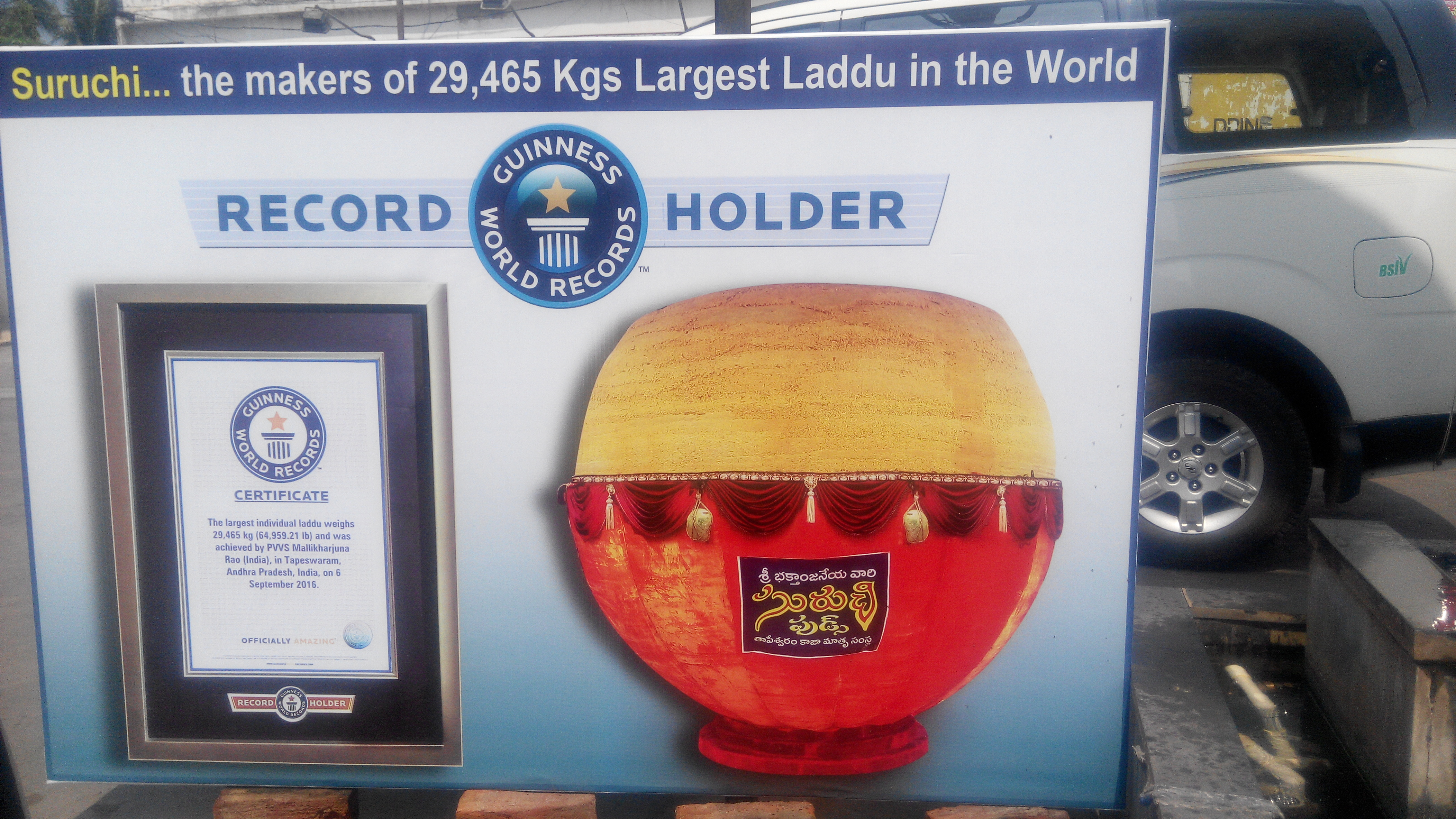
Велике ладду вагою 29,465 кг.

- Найбільшу кульку ладду вагою 29,465 кг було виготовлено в Андхра Прадеш (Індія) 6 вересня 2016 року. Її було зроблено за традиційним рецептом Бунді, відповідно до якого основними інгредієнтами були пряжене масло (яке зроблене з молока буйволиці), рафінована олія, горіхи кеш’ю, цукор, мигдаль, кардамон та вода.[6]
- В індійському фільмі «Інгліш-Вінгліш» (2012) головна героїня домогосподарка Шасі Годбол (Шрідеві) готує та продає кульки ладду.[7]
- У 2012 році спеціально для фестивалю Ганеш в Андхра Прадеш (Індія) було виготовлено ладду вагою 6,300 кг.[8]
- На вулиці Сезам у фільмі «Дорога Ракхі» ладду представлено глядачеві як ніжний і лагідний десерт.[9]